# 113 Amalthea
Amalthea /æməlˈθiːə/ (định danh hành tinh vi hình: 113 Amalthea) là một tiểu hành tinh bằng đá khá điển hình ở vành đai chính. Quỹ đạo di chuyển của Amalthea nằm ở vùng bên trong của vành đai chính. Ngày 12 tháng 3 năm 1871, nhà thiên văn học người Đức Karl T. R. Luther phát hiện tiểu hành tinh Amalthea khi ông thực hiện quan sát tại Đài quan sát Bilk ở Düsseldorf, Đức và đặt tên nó theo tên Amalthea, nữ thần trong thần thoại Hy Lạp.
Amalthea được cho là hình thành từ một mảnh vỡ từ vỏ của một thiên thể cỡ tiểu hành tinh Vesta, vỡ ra khoảng 1 tỷ năm trước, phần còn lại của nó là tiểu hành tinh 9 Metis.